# Parramatta Stadium
Das Parramatta Stadium (durch Sponsorenvertrag ab 2013 Pirtek Stadium) war ein Stadion im Vorort Parramatta der australischen Millionenstadt Sydney. Es diente Teams verschiedener Sportarten als Heimspielstätte: Den Parramatta Eels (National Rugby League), Greater Sydney Rams (National Rugby Championship) und Western Sydney Wanderers (A-League). Die Anhänger der Wanderers gaben ihm den Spitznamen Wanderland. Die Sportstätte wurde auch für Erstligabegegnungen in der 1999 eingestellten Australian Baseball League genutzt.

## Geschichte
Auf dem Gelände des heutigen Parramatta Stadium stand einst das Cumberland Oval. Es war 1847 ursprünglich für Pferderennen, Cricketspiele und Leichtathletik erbaut worden. 1879 wurde hier erstmals Rugby gespielt, in den 1930er Jahren kamen Motorradrennen hinzu. Nach dem Finalsieg der Parramatta Eels in der Saison 1981 der New South Wales Rugby League Premiership brannten feiernde Fans die Haupttribüne nieder. Daraufhin diente das Stadion eine Zeitlang dem Schulsport, ehe der Beschluss fiel, am selben Standort einen Neubau zu errichten.
Das Parra wurde am 5. März 1986 von Queen Elisabeth II. eingeweiht. 1987 gastierte hier Michael Jackson und 1993 Paul McCartney. Die Rekordkulisse bei Sportveranstaltungen datiert aus dem Jahr 1994 und liegt bei 27.318 Zuschauern, die das Rugby-League-Testspiel Australien gegen Frankreich besuchten. Zwei Spiele der Rugby-League-WM 2008 wurden im Parramatta ausgetragen. Bei Fußballspielen fanden bis zur Erweiterung des Stadions 2014 weniger als 22.000 Zuschauer hier Platz. Ab dem Zeitpunkt waren es maximal 24.000. Im Sommer 2014 war es Spielstätte des Finalhinspiels der asiatischen Champions League.

## Namensänderung
2013 wurde ein Sponsorenvertrag mit Pirtek, einem Hersteller von Hydraulikzubehör, vereinbart. Seitdem trug die Anlage den Namen Pirtek Stadium.

## Neubau
Der Bundesstaat New South Wales ersetzte das Parramatta Stadium durch einen Neubau mit 30.000 Sitzplätzen für veranschlagte 300 Mio. AU$. Im Februar 2017 rückten die Bauarbeiter mit Gerät an, um für den Neubau Platz zu schaffen.

## Galerie

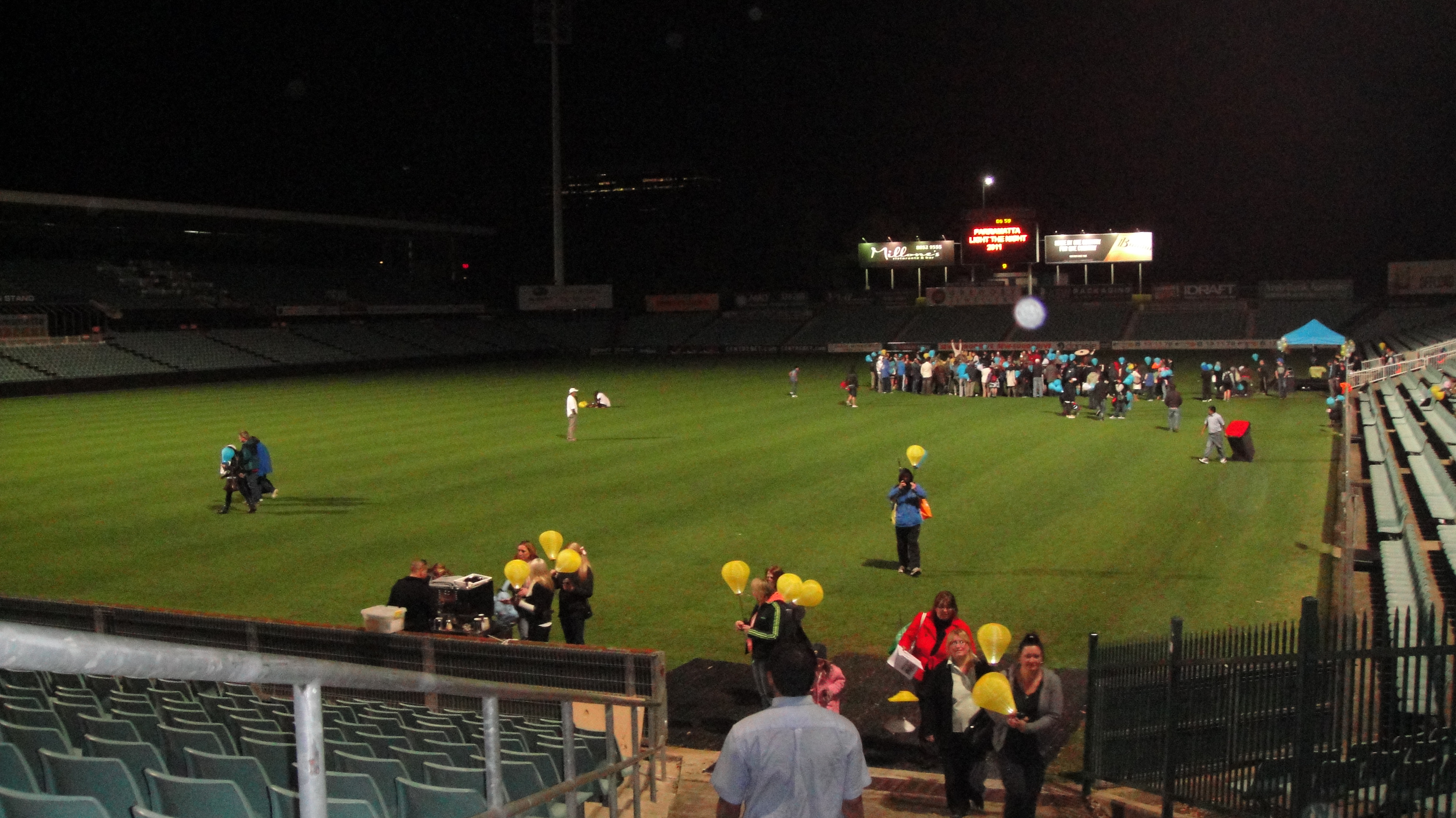
Das Stadion unter Flutlicht (September 2011)
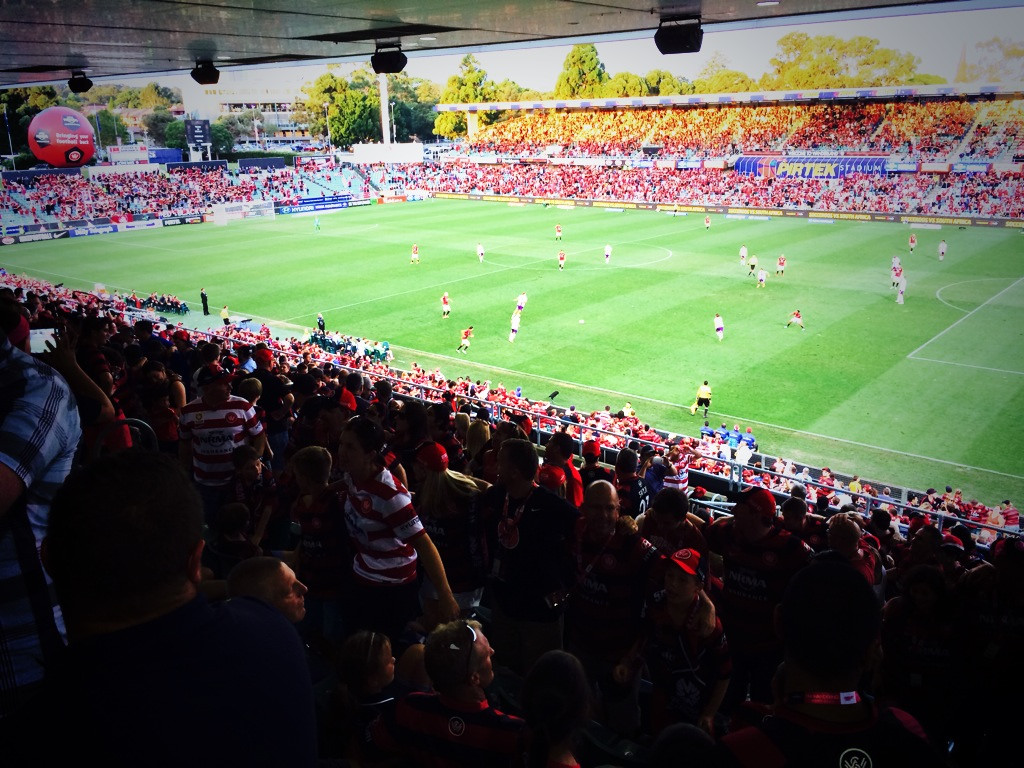
Spiel der Western Sydney Wanderers im September 2014
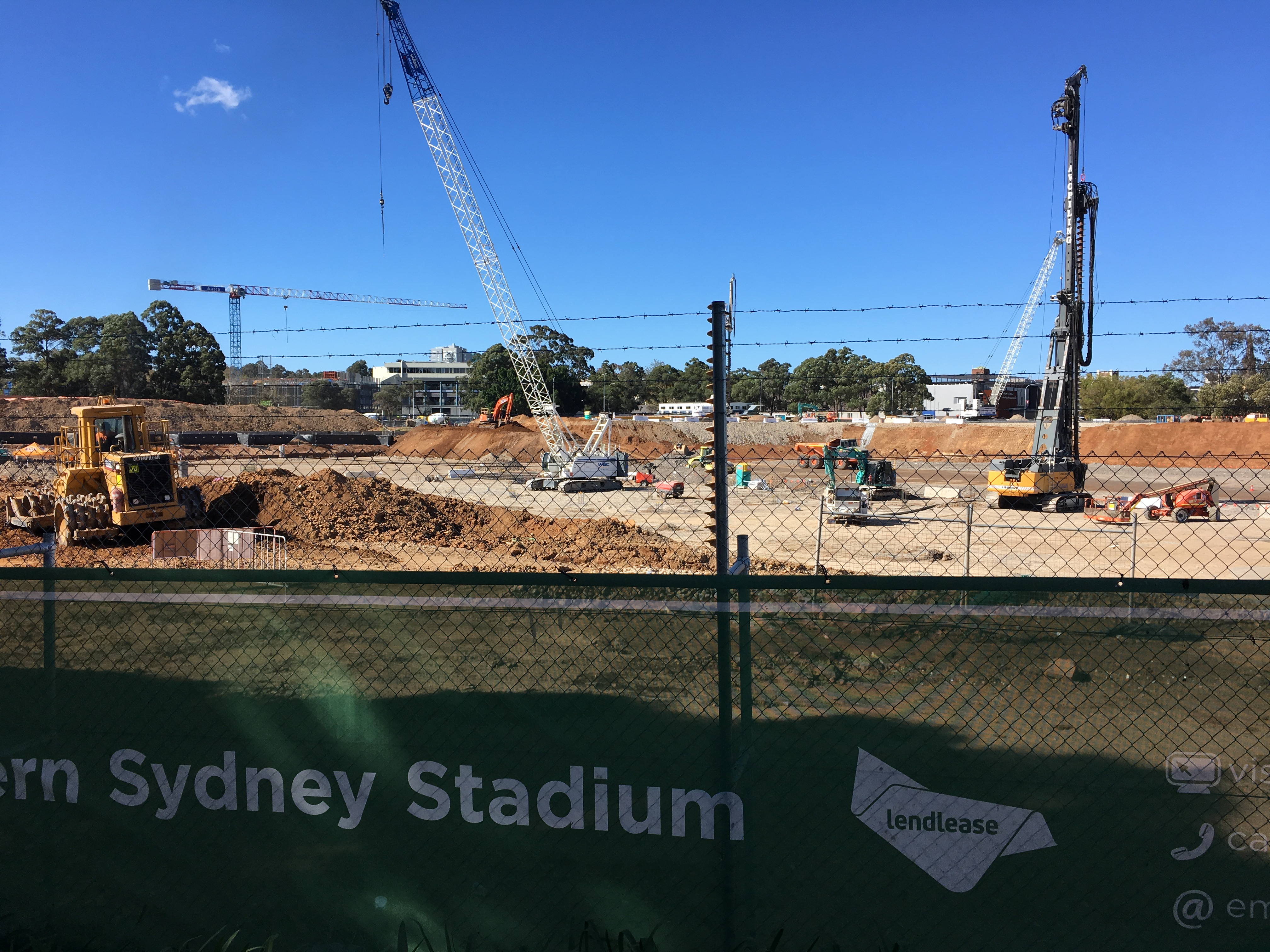
Die Baustelle des Western Sydney Stadium im September 2017